# Dirk Heirweg
Dirk Heirweg (Zele, 27 settembre 1955) è un ciclista su strada e pistard belga.

## Carriera
Professionista dal 1978 al 1992, è stato campione del Belgio nella corsa a punti nel 1981. Ha partecipato ai Giochi olimpici del 1976. Il suo successo più rilevante nelle corse di un giorno fu la Gullegem Koerse del 1986.

## Palmarès

### Strada
- 1977
- Grand Prix François-Faber
- 1979

Omloop van de Vlaamse Scheldeboorden
Circuit de la Region Frontier
- 1982

Maaslandse Pijl
Tre giorni delle Fiandre Occidentali
- 1983

6a tappa Volta a la Comunitat Valenciana
Grand Prix Beeckman-De Caluwé
- 1984

Grand Prix Beeckman-De Caluwé
Liedekerke Pijl
- 1985

3a tappa Giro di Danimarca
- 1986

Gullegem Koerse
Grand Prix Beeckman-De Caluwé
- 1987

Kampioenschap van Vlaanderen